# Enispa simplex
Enispa simplex är en fjärilsart som beskrevs av Emilio Berio 1963. Enispa simplex ingår i släktet Enispa och familjen nattflyn. Inga underarter finns listade i Catalogue of Life.